# Unidade de Conversão Operacional N.º 2 da RAAF
A Unidade de Conversão Operacional N.º 2 (No. 2 OCU, mas também referida por OCU) (em inglês:  No. 2 Operational Conversion Unit) é uma unidade de treino de aviões de combate da Real Força Aérea Australiana (RAAF). Localizada na base aérea de Williamtown, em Nova Gales do Sul, a unidade treina militares para a pilotagem de aviões McDonnel Douglas F/A-18 Hornet, conduz cursos de refrescamento para pilotos que voltam a pilotar a aeronave, e treina ainda futuros instrutores de pilotagem em Hornet. Os pilotos que nunca pilotaram esta aeronave entram na OCU depois de se qualificarem na pilotagem de aviões a jacto no Esquadrão N.º 79 e depois de por uma instrução de aviões de combate aéreo no Esquadrão N.º 76. Uma vez qualificados no F/A-18, são colocados numa das unidades operacionais da Asa N.º 81: o Esquadrão N.º 3, o Esquadrão N.º 75 ou o Esquadrão N.º 77.
Esta unidade foi criada como Unidade de Treino Operacional N.º 2 (No. 2 OTU) em Abril de 1942, em Port Pirie, no Sul da Austrália e, no mês seguinte, foi transferida para a base aérea de Mildura, em Vitória. Durante a Segunda Guerra Mundial, providenciou treino de pilotagem numa grande variedade de aeronaves como no P-40 Kittyhawk, Vultee Vengeance, Avro Anson, CAC Boomerang, Supermarine Spitfire e Airspeed Oxford. Extinta em Março de 1947, a No. 2 OTU voltou a iniciar operações em Williamtown em Março de 1952 em resposta à necessidade de uma melhor instrução de pilotagem, devido à participação australiana na Guerra da Coreia. Foi rebaptizada como Unidade de Conversão Operacional N.º 2 em Setembro de 1958 e, ao longo da sua existência, conduziu treinos em aeronaves CAC Sabre, Dassault Mirage III e Macchi MB-326, conduzindo actualmente treino numa única aeronave, o Hornet.

## Missão e equipamento

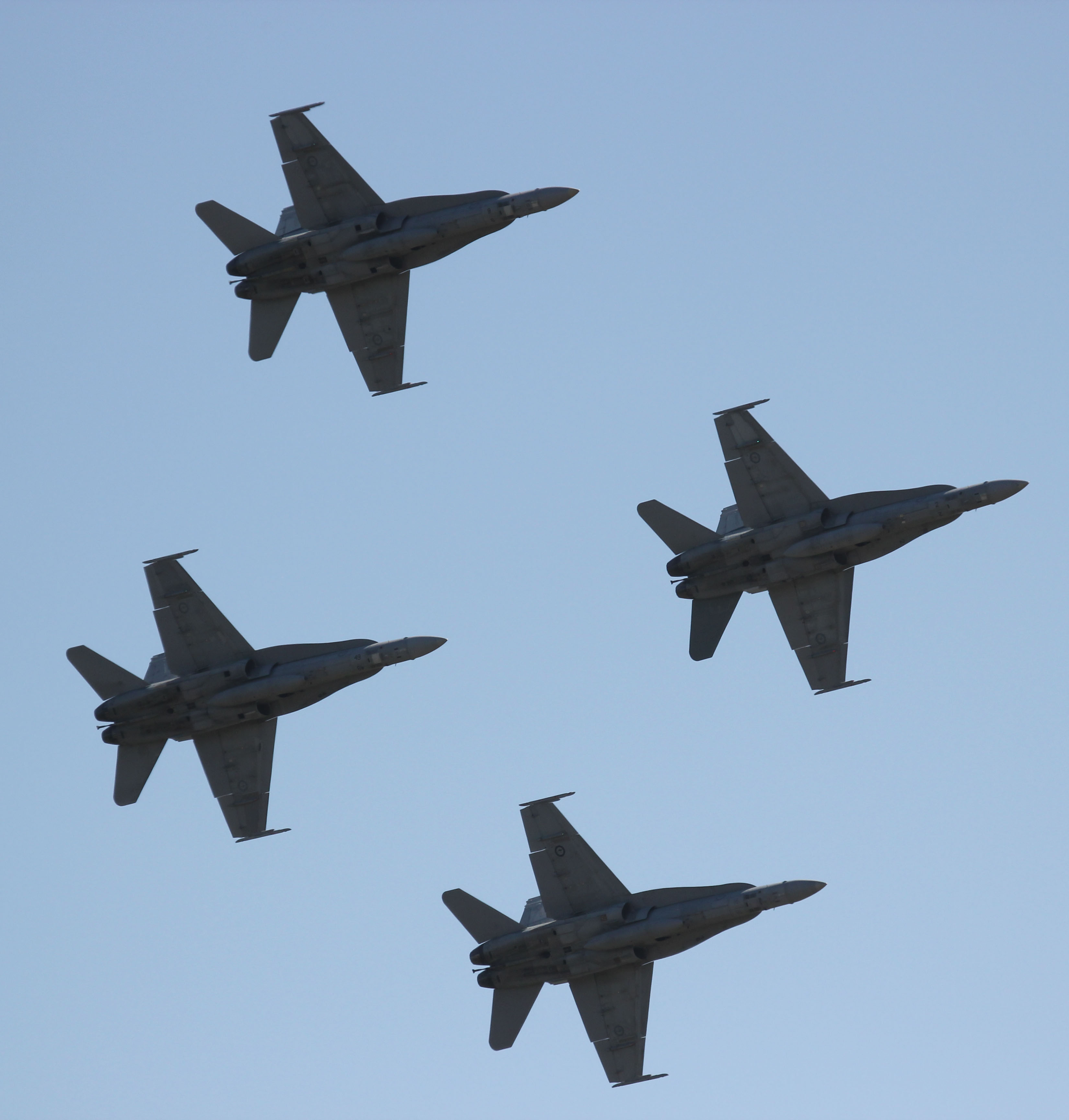
Caças F/A-18 da RAAF em formação, em 2011

A missão da Unidade de Conversão Operacional N.º 2 consiste em "prestar apoio na preparação e realização de eficazes operações de controlo do espaço aéreo, contra-ataque aéreo e de apoio aéreo, através do fornecimento de pessoal devidamente formado". Localizada na Base aérea de Williamtown, em Nova Gales do Sul, está subordinada à Asa N.º 81, que por sua vez faz parte do Grupo de Combate Aéreo.
A OCU é responsável pela realização de cursos de conversão operacional nos caças multiuso McDonnel Douglas F/A-18 Hornet da RAAF, que entraram em serviço no ramo aéreo australiano em 1985. A unidade recebe estudantes que tenham recebido formação de aviões a jacto no Esquadrão N.º 79, localizado na Base aérea de Pearce, na Austrália Ocidental, e também formação básica de caças a jacto no Esquadrão N.º 76, com base em Williamtown. A maioria destes estudantes nunca realizaram voos operacionais, contudo alguns são já pilotos experientes em outros tipos de aeronaves, que vêm a esta unidade adquirir conhecimentos e treino no F/A-18 Hornet. Como os instrutores da OCU são alguns dos pilotos mais experientes da RAAF em aviões Hornet, eles frequentemente são responsáveis pelo desenvolvimento de novas tácticas, em cooperação com instrutores de aviões de combate de outras unidades da Asa N.º 81.
Esta unidade opera tanto aviões monolugar (F/A-18A) como bilugar (F/A-18B). O F/A-18B é idêntico ao modelo A, com a excepção de ter um cockpit com dois lugares, o que reduz a capacidade interna de combustível da aeronave em cerca de 6%. O brasão da unidade mostra um canguru com asas a carregar um marsupial bebé, simbolizando "a Mãe Austrália a voar com a sua cria". A divisa da unidade é Juventus Non Sine Pinnis ("Os Jovens Terão Asas").
Os cursos de conversão para este caça tem a duração de seis meses, depois do qual os militares são colocados numa das unidades da linha da frente da RAAF, o Esquadrão N.º 3 ou o Esquadrão N.º 77 em Williamtown, ou o Esquadrão N.º 75 na Base aérea de Tindal, no Território do Norte. Os estudantes têm primeiro que conseguir uma classificação decente no manuseamento dos instrumentos do Hornet, e depois recebem formação em manobras básicas de combate aéreo, técnicas de combate aéreo, armamento ar-ar e tácticas ar-solo. O curso culmina com o exercício High Sierra, um evento bianual que ocorreu pela primeira vez em Townsville, Queensland, em 1986. O exercício tem a duração de duas semanas e envolve voos diurnos e nocturnos, incluindo ataques de precisão com bombas falsas e reais.
Além da conversão operacional, a OCU conduz cursos de refrescamento e cursos de instrutores. Os pilotos que não pilotam um Hornet há mais de nove meses têm que passar por este curso de refrescamento, que tem a duração de duas semanas. O curso de instrutor de aviões de combate têm a duração de cinco meses e são dados a cada dois anos. Os estudantes são escolhidos entre os melhores e mais experientes pilotos, e são instruídos em como dar instrução a outros pilotos e como resolver situações operacionais complexas. Vários destes testes são realizados num simulador de combate com outros tipos de aviões norte-americanos ou da RAAF, incluindo o F-15 Eagle, o F-16 Fighting Falcon e o F/A-18 Super Hornet. Os militares que ficam qualificados como instrutores de F/A-18 ficam inicialmente na No. 2 OCU durante o próximo ciclo de dois anos. Depois deste período, são colocados num dos esquadrões de linha da frente ou no quartel-general da Asa N.º 81 como especialistas em tácticas e armamento do Hornet. Em "circunstâncias particulares", a No. 2 OCU e os seus militares podem ser chamados para prestar serviço operacional.

## História

### Treino Operacional: 1942–47

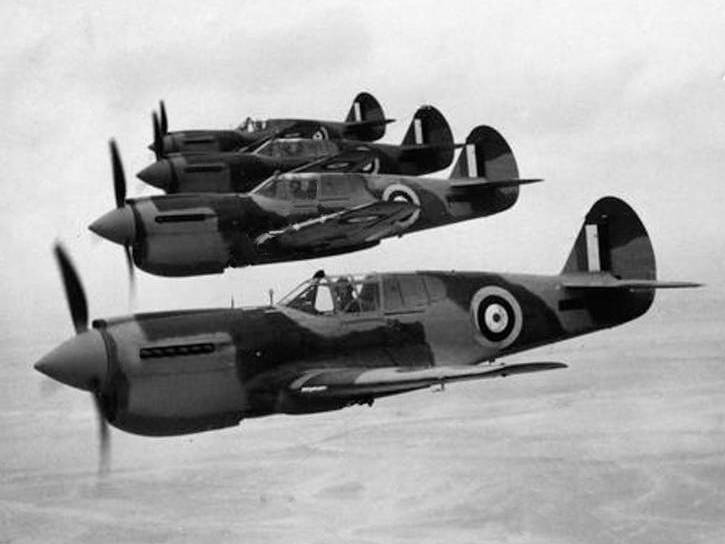
Comandante Jeffrey (à frente) a liderar uma formação de aviões de caça P-40 Kittyhawk na No. 2 OTU, em Junho de 1942

Durante a Segunda Guerra Mundial, a RAAF criou várias unidades de treino operacional (OTU) para fazer a transição dos pilotos de aviões de treino para aviões de combate, assim como treinar os mesmos pilotos em novas técnicas de combate. A Unidade de Treino Operacional N.º 2 (No. 2 OTU) foi formada no dia 2 de Abril de 1942 e, Port Pirie, no Sul da Austrália. O seu primeiro comandante foi Peter Jeffrey, um ás da aviação que havia comandado o Esquadrão N.º 3 no Norte de África. A sua equipa de instrutores na No. 2 OTU incluía outros ases da aviação da campanha norte-africana, Clive Caldwell e Wilf Arthur. Originalmente equipada com aviões CAC Wirraway e Fairey Battle, a unidade foi complementada com a chegada de aviões novos, como o P-40 Kittyhawk, o Vultee Vengeance, o Avro Anson, o CAC Boomerang, o Supermarine Spitfire e o Airspeed Oxford, depois de a unidade ter sido transferida para Mildura em Maio. Por volta de Setembro de 1942, a sua frota de aeronaves incluía nove dos 106 aviões Kittyhawk and a RAAF tinha à época. Durante o mês de Novembro, a unidade conduziu vários testes comparativos entre o Spitfire Mk V e o P-40E; o relatório final destes testes concluía que, embora o Spitfire tivesse uma performance superior em vários campos, o P-40E era também um bom avião.
Em Março de 1943, os aviões Spitfire da No. 2 OTU foram transferidos para a Williamtown, em Nova Gales do Sul, sob o comando do ás da aviação John Waddy. Jeffrey entregou o comando da unidade em Agosto de 1943; no mesmo mês, a unidade realizou cerca de 5000 horas de voo, o mês com mais horas de voo em todo o período bélico. Durante o resto do conflito, a unidade teria uma média de 100 aeronaves em serviço nas suas fileiras. Os ases da campanha norte-africana e antigos comandantes do Esquadrão N.º 3, Bobby Gibbes e Nicky Barr, serviços sucessivamente como chefe dos instrutores de Março de 1944 até ao final da Guerra do Pacífico. Arthur comandou a unidade de Julho até Novembro de 1944, quando Jeffrey voltou a assumir funções de comando e chefia. Durante 1945, os aviões Spitfire e Kittyhawk foram substituídos por trinta e dois caças North American P-51 Mustang. A unidade deixou de fazer cursos em Outubro, depois do cessar das hostilidades, e a No. 2 OTU ficou reduzida a uma unidade de manutenção. Durante a guerra, a unidade foi responsável pela formação de 1247 pilotos, perdendo 45 estudantes em acidentes de voo. Jeffrey cumpriu o seu serviço até Junho de 1946, e a unidade foi extinta no dia 25 de Março de 1947.

### Treino Operacional: 1952–58

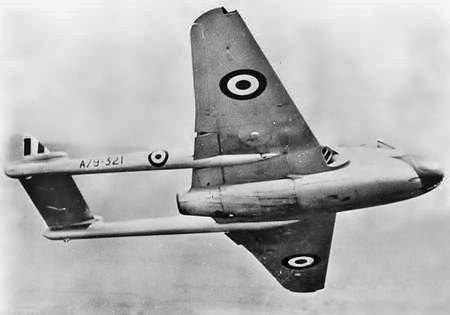
Um Vampire da No. 2 OCU nos anos 50

Com o pós-guerra, a RAAF desmobilizou as suas unidades OTU. A formação e conversão operacional de novos pilotos tornou-se numa responsabilidade dos esquadrões da linha da frente, prática que levou a uma desregularização das actividades normais destes esquadrões; juntamente com o despoletar da Guerra da Coreia e da introdução de aeronaves a jacto, a RAAF voltou a precisar de um sistema de treino operacional mais formal. De acordo com Dick Cresswell, comandante do Esquadrão N.º 77 na Coreia, entre Setembro de 1950 e Agosto de 1951:
É inacreditável eu ter enviado 11 pilotos de volta para a Austrália devido ao facto de os mesmos não conseguirem fazer o trabalhos como deve ser. Eu não culpo os pilotos, mas sim o sistema da força aérea. Devido ao facto de não haver unidades de treino operacional e nem um sistema de treino operacional, como resultado, os pilotos chegam à Coreia com uma formação pobre e sem a devida formação no manuseamento de instrumentos de voo. Eles simplesmente eram incapazes de realizar aqueles que seriam as suas funções.
A RAAF, em 1952, começou a mover esforços para rectificar a situação em que se encontrava, voltando a formar a No. 2 OTU no dia 1 de Março, para que se começasse a instruir os pilotos da RAAF em aeronaves a jacto antes de estes serem lançados em operações. Com quartel-general na Base aérea de Williamtown, a unidade foi equipada com aviões a pistão Wirraway e Mustang e aviões a jacto de Havilland Vampire. Cresswell tomou o comando da OTU no dia 21 de Maio de 1953. A unidade deixou de pilotar aviões Mustang em Outubro, ficando apenas com os Wirraway e os Vampire. Em Abril de 1954, começaram a ser realizados cursos de instrutores de combate aéreo, assim como cursos de refrescamento em aviões a jacto. Cresswell entrou à unidade o primeiro caça a jacto australiano, o CAC Sabre, em Novembro, e no mesmo mês começou o voos de teste nos novos aviões. Estes testes serviram para testar a performance e as técnicas de combate aéreo que os novos aviões eram capazes de suster, juntamente com a Unidade de Pesquisa e Desenvolvimento de Aeronaves (ARDU). No dia 3 de Dezembro de 1954, Cresswell liderou uma formação de doze aviões Vampire da OTU que voaram nos céus de Sydney formando dois '7', em homenagem ao Esquadrão N.º 77 que havia chegado da Coreia, a bordo do porta-aviões HMAS Vengeance. No dia 1 de Janeiro de 1955, começaram os cursos no CAC Sabre. Assim que o Sabre entrou em serviço operacional, em Março de 1956, os testes de voo neste avião foram terminados e as responsabilidades passaram para o Esquadrão N.º 3. Os pilotos passaram a sua introdução em jactos e combate aéreo na OTU, porém terminaram a sua conversão nos aviões Sabre já num esquadrão de linha da frente.

### Conversão operacional: 1958–presente

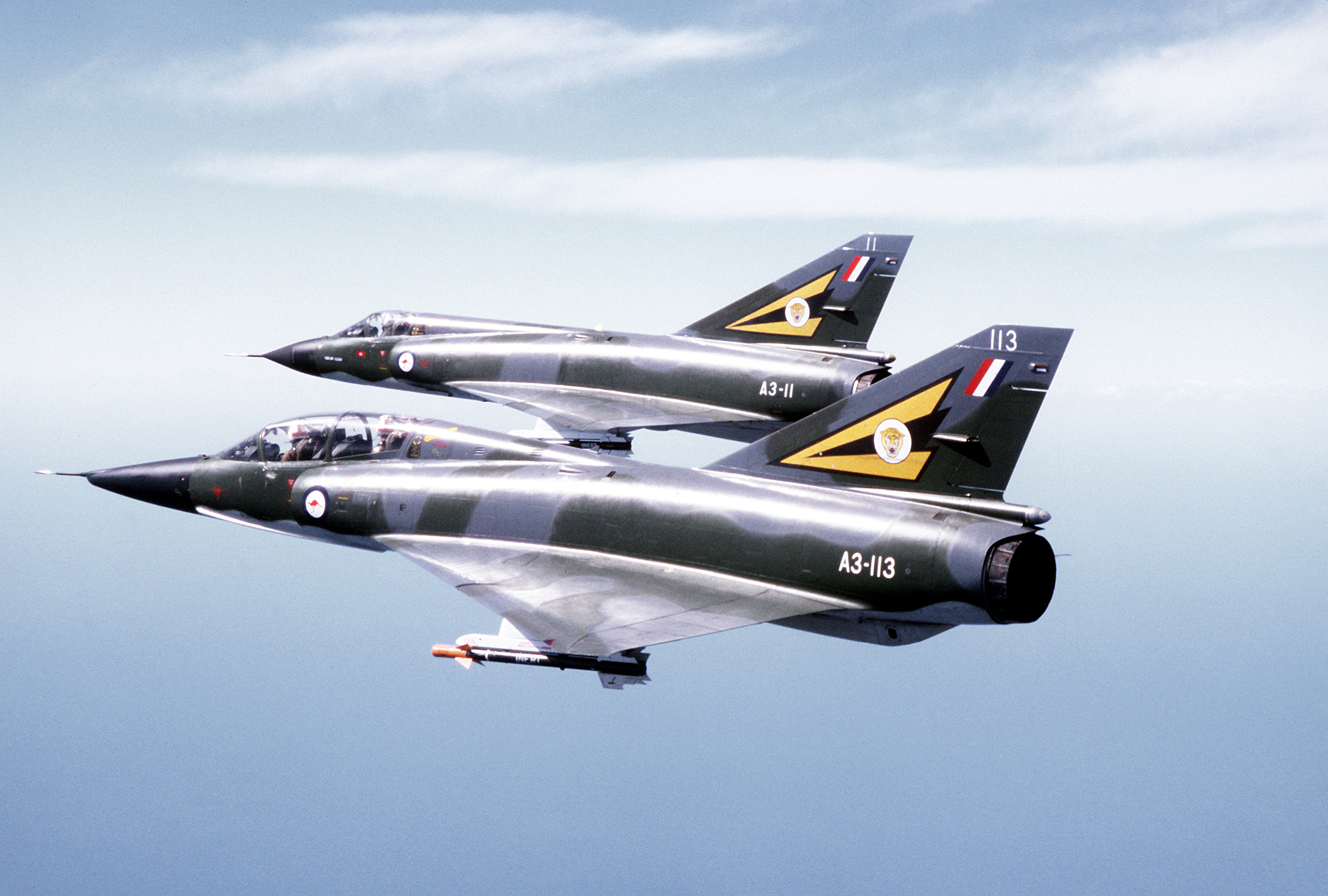
Um Mirage IIID e um IIIO da No. 2 OCU, em 1980

Em Maio de 1958, a Escola de Treino de Voo Aplicado N.º 1 começou a ser equipada com aviões de treino Vampire na Base aérea de Pearce, na Austrália Ocidental. Com os pilotos da RAAF a terem já formação e vivenciando as primeiras experiências em aviões a jacto, os esquadrões da linha da frente passaram a responsabilidade de conversão para a No. 2 OTU. Reflectindo a sua missão principal, a No. 2 OTU foi rebaptizada como Unidade de Conversão Operacional N.º 2 (No. 2 OCU) em Setembro de 1958, deixando de operar os aviões Vampire nesse mesmo mês. Neville McNamara, mais tarde Chefe do Estado-maior da RAAF, serviu como comandante desta unidade entre Agosto de 1959 e Janeiro de 1961. Durante o período em que ele desempenhou funções de comandante, a unidade realizou vários exercícios com o Esquadrão N.º 75 nas bases aéreas de Amberley, Townsville e Darwin. No início da década de 1960, dois pilotos da No. 2 OCU e um piloto do Esquadrão N.º 75 morreram em acidentes separados; todos eles accionaram o assento ejector e sofreram ferimentos fatais na cabeça, quando esta colidia com o vidro do cockpit no decorrer da ejecção. Todos os aviões Sabre ficaram proibidos de voar até a ARDU desenvolver uma modificação nas aeronaves que faria com o vidro do cockpit se partisse momentos antes de o assento ser ejectado.

Juntamente com os esquadrões 75 e 76, também com base em Williamtown, a No. 2 OCU esteve subordinada à Asa N.º 81, de 1961 até à dissolução da asa em 1966. No final de 1963, o pessoal da unidade estava ocupado a desenvolver material de treino para o substituto do Sabre, o Dassault Mirage III, uma tarefa que requeria um grande esforço de tradução, do original francês para do inglês. A No. 2 OCU recebeu os seus primeiros Mirage em Fevereiro de Março de 1964. Os cursos de conversão começaram no mês de Outubro, e o curso de instrutores deste caça de combate em Agosto de 1968. A RAAF eventualmente viria a receber um total de 100 aviões Mirage IIIO (caça monolugar) e 16 Mirage IIID (caças de treino bilugar); a No. 2 OCU operou ambos os modelos. O comandante, John Newham, que mais tarde também viria de desempenhar funções de Chefe do Estado-maior da RAAF, comandou a unidade entre Julho de 1965 e Abril de 1966. Uma equipa de acrobacias aéreas foi formada dentro da No. 2 OCU chamada "Marksmen", durante 1966 e 1967, e foi equipada com aviões Mirage. Entre 1967 e 1984, seis aviões Mirage da unidade sofreram sérios acidentes, que resultaram em três fatalidades. Em 1968, experiências durante a Guerra do Vietname levaram a RAAF a treinar controladores aéreos da linha da frente. A tarefa de realizar este tipo de treino foi atribuída inicialmente à No. 2 OCU, antes de uma unidade especializada ser formada, o que aconteceu em 1970 com a criação do No. 4 Forward Air Control Flight. Em Outubro de 1969, a OCU começou a operar aviões a jacto Macchi MB-326 juntamente com os Mirage. Em Abril de 1970, a Unidade de Treino Operacional N.º 5 tomou a responsabilidade de realizar os cursos com o Macchi; contudo, em Julho de 1971, esta unidade foi extinta, fazendo com que os Macchi voltassem para a No. 2 OCU.

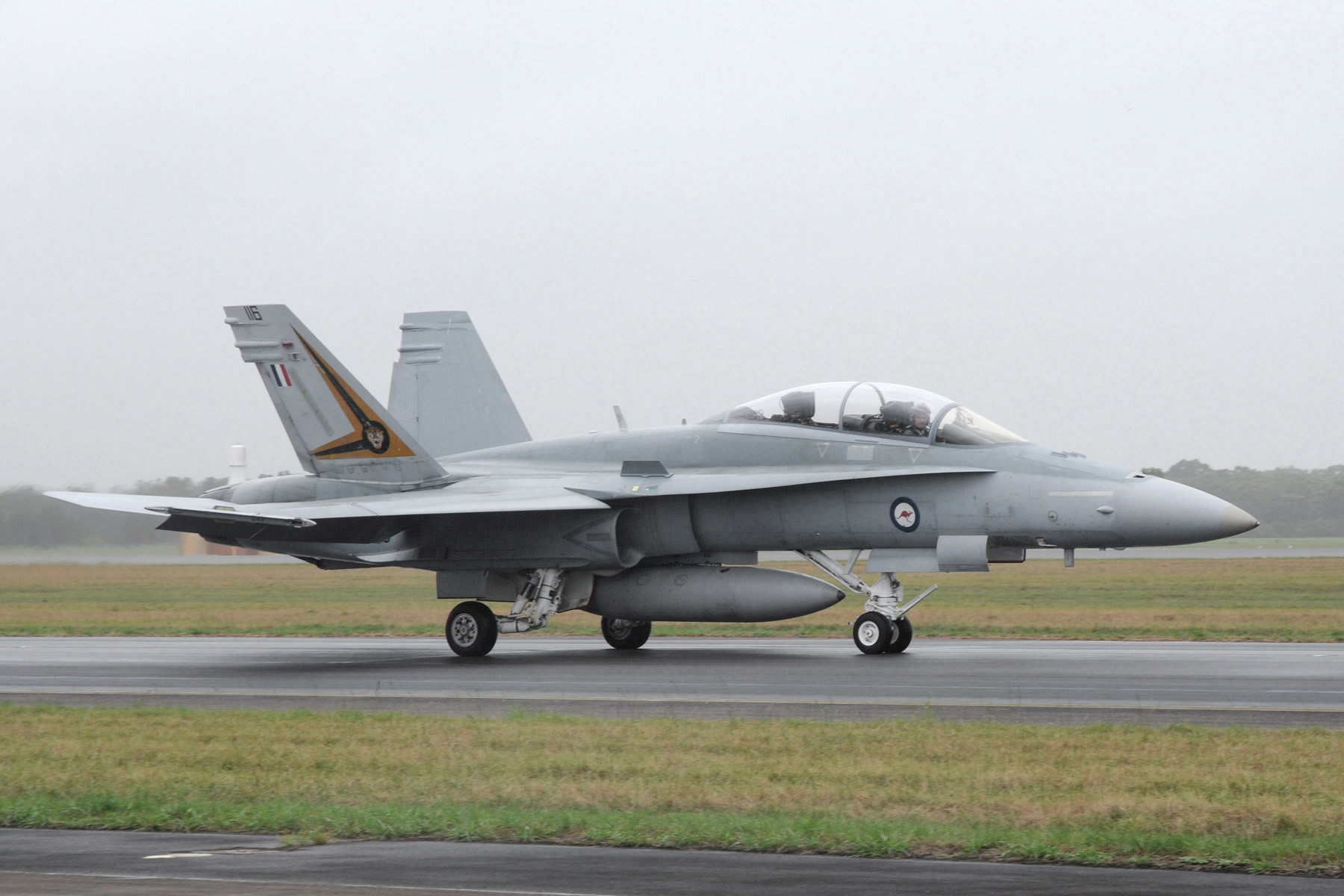
Um F/A-18B Hornet da Unidade de Conversão Operacional, em 2011

Preparando-se para a introdução do F/A-18 Hornet, a No. 2 OCU cessou temporariamente as suas operações no dia 1 de Janeiro de 1985 e transferiu os seus aviões Macchi e Mirage para o Esquadrão N.º 77, o qual ficou responsável pelo cursos de conversão, treino e instrução de instrutores. No dia 17 de Maio, os primeiros catorze aviões Hornet foram entregues à OCU (sete unidades monolugar e sete unidades bilugar); em Agosto, começaram os cursos de conversão para este tipo de aeronave, com quatro aviões F/A-18 bilugar e três alunos. Embora a maior parte dos Hornet bilugar sejam operados pela OCU, algumas unidades também fazem uso desta versão, como o Esquadrão N.º 3, o N.º 75 e o N.º 77. Durante o primeiro ano em que a RAAF operou os caças Hornet, a OCU foi o único esquadrão a opera-los, tendo realizado uma serie de voos de demonstração por todo o continente australiano para dar conhecimento ao publico sobre a nova força de combate da força aérea. No dia 22 de Fevereiro de 1987, todas as unidades "Hornet" ficaram subordinadas à recém criada Asa N.º 81. Um programa intensivo de treino, nesse ano, resultou na conversão de 21 pilotos. Em Junho de 1987, os cursos em aviões Macchi voltaram a ser uma das responsabilidades da OCU, contudo, este papel foi atribuído ao Esquadrão N.º 76 em Janeiro de 1989. Até à actualidade, a OCU sofreu o seu único acidente com um avião Hornet no dia 18 de Novembro de 1987, em Queensland, durante um voo de treino nocturno no qual o piloto acabou por falecer. No ano anterior, dois aviões Hornet colidiram em pleno voo durante um exercício de treino de combate, contudo ambos os pilotos conseguiram regressar à base e aterrar em segurança. Em Julho de 1990, a unidade ficou temporariamente a operar a partir da Base aérea de Richmond, em Nova Gales do Sul, devido a um conjunto de obras na pista.
Em Dezembro de 1988, a RAAF deu inicio a um processo de modificação de quatro dos seus Boeing 707 para que deixassem de servir para missões de transporte aéreo e passassem a ser reabastecedores de caças Hornet; em Julho de 1991, a OCU começou a realizar operações de treino de reabastecimento, adicionando esta componente aos cursos de conversão. A meio dos anos 90, a unidade tinha uma força de 12 instrutores e 18 caças Hornet, 13 deles bilugar. Por ano, eram realizados dois cursos de conversão, com 8 alunos em cada curso e uma taxa de reprovação de 10%. Vários instrutores eram militares norte-americanos e canadianos, resultado de um programa de troca de militares entre as forças aéreas desses países e a RAAF. Em 2000, a OCU juntou-se aos esquadrões 76 e 79 como parte da Asa N.º 78, que havia sido re-estabelecida como uma formação de treino operacional. Em 2005, a unidade tinha uma força de entre 12 a 14 instrutores e realizava três cursos de conversão e um curso de formação de instrutores em ciclos de dois anos. Cerca de seis pilotos da eram formados em cada curso de conversão, sendo que no final do ciclo geralmente estavam graduados mais 15 novos pilotos. Em 2007, a OCU regressou à Asa N.º 81, sob o Grupo de Combate Aéreo. Embora a duração da conversão tenha permanecido inalterada desde que os Hornet chegaram, o conteúdo veio a ser alterado ao longo dos anos para ir de encontro com as novas funcionalidades e actualizações do Hornet, com a substituição dos aviões Macchi por aviões BAE Hawk 127 e com a experiência ganha através do uso do Hornet durante a Guerra do Iraque.